# Nazariuskirche
Nazariuskirchen sind Kirchen unter dem Patrozinium des Nazarius. Dazu zählen:
in Deutschland
- St. Nazarius (Adelshofen) in Eppingen, Baden-Württemberg
- Friedhofskirche St. Nazarius und Celsus in Ersheim, Gemeinde Hirschhorn, Hessen
- Evangelische Kirche Erzhausen (ursprüngliche Nazarius-Kapelle), Hessen
- St. Nazarius (Lorsch), Hessen
- St. Nazarius (Ober-Roden) in Rödermark, Hessen
- Nazariuskirche (Stuttgart-Zazenhausen), Baden-Württemberg

in der Schweiz
- Santi Nazario e Celso (Airolo), Tessin
- Santi Nazario e Celso (Arzo) in Mendrisio, Tessin
- San Nazzaro (Castelrotto) in Tresa, Tessin
- Santi Nazario e Celso (Corzoneso) in Acquarossa, Tessin
- San Nazario (Dino) in Lugano, Tessin
- Santi Nazario e Celso (Personico), Tessin
- Reformierte Kirche Riein in Ilanz/Glion, Graubünden
- Santi Nazzaro e Celso (San Nazzaro) in Gambarogno, Tessin
- Santi Nazario e Celso (Scubiago) in Bellinzona, Tessin

in Frankreich
- Kathedrale Saint-Nazaire d’Autun, Burgund
- St-Nazaire (Azay-le-Ferron), Centre-Val de Loire
- St-Nazaire de Barbadell in Bouleternère, Okzitanien
- St-Nazaire (Bernay-Saint-Martin), Neu-Aquitanien
- Kathedrale von Béziers, Okzitanien
- St-Nazaire (Bourbon-Lancy), Burgund
- St-Nazaire-et-St-Celse (Brissac), Okzitanien
- St-Nazaire-et-St-Celse (Buzignargues), Okzitanien
- Basilika St-Nazaire-et-St-Celse (Carcassonne), Okzitanien
- St-Nazaire (Chenôve), Burgund
- St-Marie (La Cluse-Haute) (auch St-Nazaire genannt) in Les Cluses, Okzitanien
- St-Nazaire (Corme-Royal), Neu-Aquitanien
- St-Nazaire (Migron), Neu-Aquitanien
- St-Nazaire (Roujan), Okzitanien
- St-Nazaire (Tordères), Okzitanien

in Italien
- Santi Nazario e Celso (Arenzano), Ligurien
- Santi Nazaro e Celso (Bareggio), Lombardei
- Santi Nazaro e Celso (Bellano), Lombardei
- Santi Nazario e Celso (Borgomaro), Ligurien
- Santi Nazaro e Celso (Brescia), Lombardei
- San Nazario (Cantarana), Piemont
- Kathedrale von Castiglione delle Stiviere, Lombardei
- Santi Nazario e Celso (Cenate Sotto), Lombardei
- Santi Nazario e Celso (Cornoleda) in Cinto Euganeo, Venetien
- San Nazario (Cortelà) in Vo, Venetien
- Santi Nazario e Celso (Curnasco) in Treviolo, Lombardei
- Santa Maria e Santi Nazario e Celso (Genua-Multedo), Ligurien
- Santi Martiri Nazaro e Celso (Mailand), Lombardei
- San Nazaro (Brolo) in Mailand, Lombardei
- Santi Nazario e Celso (Marcallo con Casone), Lombardei
- Santi Nazario e Celso (Mendatica), Ligurien
- Santi Nazario e Celso (Montechiaro d'Asti), Piemont
- San Nazzaro della Costa (Novara), Piemont
- Santi Nazario e Celso (Novate Milanese), Lombardei
- Santi Nazario e Celso (Pagazzano), Lombardei
- Santi Nazario e Celso Martiri (Pigneto) in Prignano sulla Secchia, Emilia-Romagna
- Santi Nazario e Celso (Quinto Vercellese), Piemont
- Santi Nazario e Celso (San Nazario) in Valbrenta, Venetien
- Santi Nazario e Celso (San Nazzaro Sesia), Piemont
- Santi Nazario e Celso (Sannazzaro de' Burgondi), Lombardei
- Santi Nazario e Rocco (Sarnico), Lombardei
- Santi Nazzaro e Celso (Sologno) in Caltignaga, Piemont
- Santi Nazario, Celso e Vittore (Trivento), Molise
- Santi Nazario e Celso (Urgnano), Lombardei
- Santi Nazario e Celso (Varazze), Ligurien
- Santi Nazaro e Celso (Verona), Venetien
- Santi Nazario e Celso (Vignola), Emilia-Romagna
- Santi Nazario e Celso (Villanuova) in Torre Pallavicina, Lombardei
- Santa Maria Assunta e Santi Nazario e Celso (Voltaggio), Piemont